# Dipartimento di Mayahi
Il dipartimento di Mayahi è un dipartimento del Niger facente parte della regione di Maradi. Il capoluogo è Mayahi.

## Geografia antropica
Il dipartimento di Mayahi è suddiviso in 8 comuni:

### Comuni urbani
- Mayahi

### Comuni rurali
- Attantane
- El Allassane Maireyrey
- Guidan Amoumoune
- Issawane
- Kanan-Bakache
- Sarkin Haoussa
- Tchake